# Francesca Annis
Francesca Annis (* 14. Mai 1944 oder 1945 in Kensington) ist eine britische Schauspielerin.

## Leben
Francesca Annis wollte ursprünglich in ein Kloster eintreten, entschied sich dann aber für die Schauspielerei. Sie hatte Engagements an vielen Bühnen Englands als Darstellerin im Sprechtheater und Musical.
Einem breiten Publikum wurde Annis durch ihre zahlreichen Rollen in Spielfilmen bekannt. Bereits als Teenager trat sie in britischen Produktionen wie der Komödie Carry On Teacher auf. Ihre erste internationale Produktion war das Monumentalepos Cleopatra (1963), in dem sie als „Eiras“ die treue Sklavin Cleopatras (Elizabeth Taylor) verkörperte. Danach spielte sie tragende Rollen wie die Lady Macbeth in Roman Polańskis Adaption von Shakespeares Macbeth oder die „Lady Jessica Atreides“ in David Lynchs Spielfilmversion von Frank Herberts Science-Fiction-Klassiker Der Wüstenplanet.
Oft war Annis auch in Verfilmungen von Kriminalromanen Agatha Christies zu sehen. Während sie dabei 1964 in Vier Frauen und ein Mord noch eine Nebenrolle als junge Schauspielerin an der Seite Margaret Rutherfords spielte, löste sie in der Verfilmung von Warum haben Sie nicht Evans gefragt? (1980, u. a. mit John Gielgud) als „Lady Frances Derwent“ selbst den Mordfall. 1983 verkörperte sie die Hauptrolle der „Tuppence Beresford“ in einer Krimiserie nach Agatha Christie, der Detektei Blunt. Daneben war sie immer wieder in Gastrollen in Fernsehserien wie z. B. Magnum und Simon Templar zu sehen.
Annis war über 22 Jahre mit dem Fotografen Patrick Wiseman liiert, mit dem sie drei gemeinsame Kinder (zwei Töchter, einen Sohn) hat.
Zwischen 1995 und 2006 war der Schauspielkollege und Oscarnominierte Ralph Fiennes ihr Lebensgefährte. Am 8. Februar 2006 gab der 18 Jahre jüngere Fiennes die Trennung bekannt, nachdem eine jahrelange Affäre zwischen ihm und einer Sängerin publik wurde.

## Film und Fernsehen

### Filme
- 1959: Die Katzenbande (The Cat Gang)
- 1959: Ist ja irre – Lauter liebenswerte Lehrer (Carry On Teacher)
- 1960: Die jungen Jakobiter (The Young Jacobites)
- 1960: No Kidding
- 1960: Probation Officer (Fernsehfilm)
- 1961: The Afterthought (Fernsehfilm)
- 1961: His and Hers
- 1961: No Kidding
- 1961: Stress Point
- 1962: Wednesday’s Child (Fernsehfilm)
- 1963: Cleopatra
- 1963: West 11
- 1964: Vier Frauen und ein Mord (Murder Most Foul)
- 1964: Saturday Night Out
- 1964: The Eyes of Annie Jones
- 1964: Neues Abenteuer mit Flipper (Flipper’s New Adventure)
- 1964: Crooks in Cloisters
- 1965: Die Goldpuppen (The Pleasure Girls)
- 1966: The Five-Nineteen (Fernsehfilm)
- 1966: Blätter im Wind (Run with the Wind)
- 1970: The Sky Pirate
- 1970: Die Krücke (The Walking Stick)
- 1971: Macbeth (The Tragedy of Macbeth)
- 1973: Penny Gold
- 1978: The Comedy of Errors (Fernsehfilm)
- 1980: Warum haben Sie nicht Evans gefragt? (Why Didn’t They Ask Evans?, Fernsehfilm)
- 1982: Gulag 2 (Coming Out of the Ice, Fernsehfilm)
- 1983: The Secret Adversary (Pilotfilm zur Detektei Blunt)
- 1983: Krull
- 1984: Big Truck ans Sister Clark
- 1984: Der Wüstenplanet (Dune)
- 1986: El río de oro
- 1986: Under the Cherry Moon – Unter dem Kirschmond (Under the Cherry Moon)
- 1988: Onassis, der reichste Mann der Welt (Onassis: The Richest Man in the World, Fernsehfilm)
- 1990: Romeo.Juliet (Stimme)
- 1992: Weep No More, My Lady (Fernsehfilm)
- 1993: A Haunting Harmony (Fernsehfilm)
- 1994: Doomsday Gun – Die Waffe des Satans (Doomsday Gun, Fernsehfilm)
- 1997: Deadly Summer (Fernsehfilm)
- 1998: Reckless: The Movie (Fernsehfilm)
- 1999: The Debt Collector
- 1999: Milk
- 1999: Onegin – Eine Liebe in St. Petersburg (Onegin)
- 2000: Deceit (Fernsehfilm)
- 2002: Copenhagen (Fernsehfilm)
- 2004: The Libertine
- 2006: Gweipo (Kurzfilm)
- 2005: Revolver
- 2008: Shifty
- 2012: Loving Miss Hatto (Fernsehfilm)
- 2015: The Briny (Kurzfilm)
- 2018: Ein letzter Job (King of Thieves)

### Fernsehserien
- 1960: BBC Sunday-Night Play (eine Folge)
- 1960: Probation Officer (eine Folge)
- 1961: Harpers West One (eine Folge)
- 1961: Geisterschwadron (Ghost Squad, eine Folge)
- 1961–1962: ITV Television Playhouse (zwei Folgen)
- 1962: Sir Francis Drake (Sir Francis Drake, eine Folge)
- 1962–1966: ITV Play of the Week (drei Folgen)
- 1963: Drama 61-67 (eine Folge)
- 1963: Suspense (eine Folge)
- 1964: Comedy Playhouse (eine Folge)
- 1964: Dr. Finlay’s Casebook (eine Folge)
- 1964: Love Story (eine Folge)
- 1964: Armchair Theatre (eine Folge)
- 1964: The Human Jungle (eine Folge)
- 1964–1965: Geheimauftrag für John Drake (Danger Man, zwei Folgen)
- 1965: Our Man at St. Mark’s (eine Folge)
- 1965: Alexander Graham Bell (fünf Folgen)
- 1965: Scott On... (eine Folge)
- 1966: This Man Craig (eine Folge)
- 1966: Simon Templar (The Saint, eine Folge)
- 1967: Great Expectations (sieben Folgen)
- 1967: No Hiding Place (eine Folge)
- 1967: The Golden Age (eine Folge)
- 1967, 1974: BBC Play of the Month (zwei Folgen)
- 1968: Theatre 625 (eine Folge)
- 1968: Ooh La La! (eine Folge)
- 1968–1974: ITV Playhouse (drei Folgen)
- 1969: Heritage (zwei Folgen)
- 1970: ITV Saturday Night Theatre (eine Folge)
- 1972: Stage 2 (eine Folge)
- 1973: A Pin to See the Peepshow (vier Folgen)
- 1973: Orson Welles erzählt (Great Mysteries, eine Folge)
- 1974: Thriller (eine Folge)
- 1975: Edward VII (Edward the Seventh, zwei Folgen)
- 1975: Madame Bovary (Miniserie, vier Folgen)
- 1977: Play for Today (eine Folge)
- 1978: Lillie (Miniserie, dreizehn Folgen)
- 1983: Shades of Darkness (eine Folge)
- 1983–1984: Detektei Blunt (Agatha Christie’s Partners in Crime, zehn Folgen)
- 1985: Magnum (Magnum, p.i., eine Folge)
- 1986: Inside Story (sechs Folgen)
- 1987: Ich will Manhattan (I’ll Take Manhattan, Miniserie, zwei Folgen)
- 1991: Parnell & the Englishwoman (Miniserie, vier Folgen)
- 1991: Performance (eine Folge)
- 1991: The Gravy Train Goes East (Miniserie, vier Folgen)
- 1993: Between the Lines (acht Folgen)
- 1994: Headhunters (drei Folgen)
- 1994: Network First (zwei Folgen)
- 1996: Dalziel und Pascoe – Mord in Yorkshire (Dalziel and Pascoe, eine Folge)
- 1996: Geschichten aus der Gruft (Tales from the Crypt, eine Folge)
- 1997: Reckless (Miniserie, sechs Folgen)
- 1999: Wives and Daughters (Miniserie, vier Folgen)
- 2000: Deceit (zwei Folgen)
- 2005: Jericho – Der Anschlag (Jericho, eine Folge)
- 2006: Jane Eyre (Vierteiler)
- 2007: Agatha Christie’s Marple (eine Folge)
- 2007–2009: Cranford (sechs Folgen)
- 2010: Playhouse: Live (eine Folge)
- 2010: The Little House (zwei Folgen)
- 2015–2016: Homes Fires (elf Folgen)
- 2020: Bancroft (zwei Folgen)
- 2020: Flesh and Blood (vier Folgen)